# Geogenanthus ciliatus
Geogenanthus ciliatus är en himmelsblomsväxtart som beskrevs av Gerhard Brückner. Geogenanthus ciliatus ingår i släktet Geogenanthus och familjen himmelsblomsväxter. Inga underarter finns listade.